# 2019—2020年加泰隆尼亞示威
2019年加泰羅尼亞示威是由西班牙最高法院2019年审判9名加泰罗尼亚独立领导人的判决引发的持续抗议运动。他们因参与组织2017年加泰罗尼亚独立公投而被判犯有煽动叛乱和其他对抗国家的罪行。

## 背景

### 過程
西班牙管辖下的加泰罗尼亚的独立运动由来已久，该运动寻求加泰罗尼亚脱离西班牙王国，建立一个独立的主权共和国。2014年，加泰罗尼亚公投自决，独立支持者以压倒性优势获胜，使得加泰罗尼亚政府有勇气在2017年举行独立公投，他们认为这将具有约束力，并推进加泰罗尼亚的独立。
但是，当时由马里亚诺·拉霍伊领导的西班牙政府认为这是一种非法的分裂主义行为，并呼吁西班牙最高法院阻止公投。最高法院同意并下令加泰罗尼亚政府取消公投。
然而，加泰罗尼亚政府不顾最高法院具有约束力的命令拒绝并举行了全民公决。西班牙政府发起了“阿努比斯行动”，试图通过突袭投票站、阻止选举材料的印刷和出版、拆除宣传或提供公民投票信息的网站以及起诉公民投票组织者等方式，强力阻止公民投票的发生。加泰罗尼亚政府抵制警方的行动，并进行了全民公决。
截至投票日结束，加泰罗尼亚政府宣布公投成功举行，并宣布90%以上的选民投票支持独立，投票率为43%。9天后，加泰罗尼亚议会援引公投结果投票支持并发表了《加泰罗尼亚独立宣言》，宣布加泰罗尼亚共和国独立。
随后，西班牙政府以“违反《西班牙宪法》第115条以及西班牙最高法院和西班牙政府的命令”为由，剥夺了该地区的自治权，对加泰罗尼亚实行直接统治，西班牙政府和极右翼的党派声音随后开始对自治区的几位领导人以及公投的组织者提起诉讼。加泰罗尼亚独立领导人被带到西班牙最高法院审判。
2019年10月14日，9名加泰罗尼亚独立领导人被判处9至13年监禁，另有3人被罚款。随后不久，示威游行爆发，抗议最高法院的裁决。

### 香港與台灣
是次示威中，加泰隆尼亞示威者表示他们借鉴了同期反對逃犯條例修訂草案運動中香港示威者的行动，声言与香港站在一起。台灣亦對於加泰隆尼亞表達聲援，部分人則表態關注。

## 抗议開始
10月14日，在西班牙最高法院宣布判决数小时后，何塞普·塔拉德利亚斯巴塞罗那-埃尔普拉特机场爆发示威，抗议加泰罗尼亚独立领导人被判刑。到下午，数千名抗议者已经聚集在机场，机场被迫关闭。抗议者和警察部队之间爆发冲突，警察部队用警棍冲向并试图驱散前者。由独派领袖奎姆·托拉领导的加泰罗尼亚政府呼吁赦免被定罪的领导人，并尝试重推加泰罗尼亚独立。
冲突在抗議行動不久后发展为公开暴力，一些示威者放火焚烧汽车，并向警察投掷酸液。此前被指协助独立运动的加泰罗尼亚执法机构（Mossos d'Esquadra）回应说，警方向示威者发射催泪瓦斯。加泰罗尼亚议会支持独立的议长谴责了这些暴力事件，并呼吁对法院判决进行和平抗议。随着越来越多的加泰罗尼亚人走上街头，抗议活动越来越大。一些示威者试图冲击西班牙政府建筑，并与警方发生冲突。西班牙警方宣布，有51名抗议者被捕。

## 加泰隆尼亞主席說詞
10月17日，支持独立的加泰罗尼亚自治政府主席奎姆·托拉呼吁立即停止暴力，并与暴力抗议者脱离关系，同时呼吁抗议应該更加和平。尽管如此，巴塞罗那的局势演变成抗议者和警察之间的公开巷战，暴力示威者袭击并挑衅警察部队，警察指控和平抗议者近乎于暴力分子。
此后不久，加泰罗尼亚自治政府主席试图通过宣布他将推动一项新的独立公投来聚集群众，因为大规模抗议活动持续了四天。10月18日，巴塞罗那陷于瘫痪，当数万名和平抗议者响应加泰罗尼亚自治政府主席的號召，集会支持被监禁的独立领导人时，示威活动迅速发展，巴塞罗那警方统计该市至少有525000名抗议者。

## 大罢工
10月18日晚些时候，支持独立的小型工会（Intersindical-CSC和Intersindical Alternativa de Catalunya）呼吁举行大罢工，但是主流工会（UGT和CCOO）并不赞同这一活动，并对其「罢工」的性质提出质疑。在巴塞罗那市中心，连续发生了五次游行汇聚，使该市基本上陷入停顿。抗议者进一步封锁了法西边境的道路，其他至少20条主要道路也被封锁。蒙面抗议者通过投掷石块和点燃垃圾箱来对抗防暴警察。亦有25000名大学生宣布罢课，参加抗议运动。
罢工导致火车和地铁线路的正常运力减少到33%，而公共汽车的正常运力减少到25－50%。通往法国边境的道路被封锁，通往巴塞罗那的所有道路也被切断。进出该市的190个航班被取消。西班牙汽车制造商西雅特公司（SEAT）宣布停止其在马尔托雷尔工厂的运作，巴塞罗那的大部分旅游景点已经关闭，被挥舞着独立旗帜和印有支持独立口号的海报的示威者占领。 巴塞罗那足球俱乐部与皇家马德里的西班牙德比也因罢工而延期至年底。
10月19日，加泰罗尼亚独派领导人奎姆·托拉在连续第五晚发生暴力事件后，呼吁西班牙政府与之举行会谈，并补充说，暴力从来不是独立运动的“旗帜”。西班牙政府首脑佩德罗·桑切斯总理拒绝与加泰罗尼亚政府举行会谈，因为前者认为加泰罗尼亚政府对暴力行为的谴责不够强烈，同时他还断然拒绝讨论加泰罗尼亚独立的想法，说根据西班牙法律这是不可能的。

## 持續示威
10月26日，加泰羅尼亞國會及文化遺產保護委員會号召发起遊行，警方估計约35万人涌入巴塞隆纳市中心。
夜晚7:30，挺独立激进团体共和國國防委員會号召另一示威抗议，数千人在警察总部外头的莱埃塔那大街集结，并朝保卫大楼的镇暴警察投掷塑胶球和弹珠。
共和國國防委員會召集的另一場抗議活動於下午7:30開始，約有10,000人參與。儘管有一個和平的開始，但在蒙面的年輕人向在場的警察投擲彩色塑料球後，當地警察總部前發生了暴力衝突。然後用石頭和瓶子代替五顏六色的球，同時警察部隊向示威者指控警棍。抗議者隨後形成了一條人鏈，以阻止在烏堅那安娜廣場上的任何前進。警方將抗議活動一分為二後，通過抗議車向抗議者提供了20輛防暴車，並在巴塞羅那的Gran Via大街上通過示威遊行。在幾個橋上，示威者通過設置路障來抵制指控在街上。

## 反抗議
而在2019年10月27日，数万人在巴塞羅那参与支持西班牙統一的游行，呼吁“为了和谐统一的西班牙，为了加泰罗尼亚，停止加泰独立的活动”。警方估計有8萬人參加此次遊行。

## 另見
西班牙有關行動
- 猶大行動

其他國家類似示威
- 法國黃背心運動
- 2019－2020年法國養老金改革罷工
- 2019－2020年智利示威